# نینا و نورون‌ها
نینا و نورون‌ها (انگلیسی: Nina and the Neurons) یک برنامهٔ تلویزیونی بریتانیایی مخصوص کودکان است. این برنامه از سال ۲۰۰۷ تاکنون پخش می‌شود.